# I Wanna Be Your Dog
Pour les articles homonymes, voir I Wanna Be.
Singles de The Stooges
1969
(1969)
Pistes de The Stooges
1969 We Will Fall
I Wanna Be Your Dog (de l'anglais signifiant littéralement « Je veux être ton chien » ou « ta chienne ») est une chanson écrite et interprétée en 1969 par le groupe de rock américain The Stooges, sorti à la fois en single et sur l'album qui porte leur nom : The Stooges.
Dans son numéro de novembre 2004, le magazine américain Rolling Stone l'a classée à la 438e place des « 500 plus grandes chansons de tous les temps ».

## Description
Ce titre se caractérise par un riff de seulement trois notes (sol, fa dièse, mi), répété d'une manière proche de la transe tout au long des 3 minutes et 9 secondes que dure la chanson. Avec son introduction bruyante et féroce composée de lourdes distorsions de guitare, et son rythme régulier et marqué, cette chanson est un exemple du style protopunk inventif des Stooges.
Le refrain, qui reprend le titre, évoque quant à lui la soumission sexuelle du narrateur, puisqu'il y souhaite endosser le rôle humiliant d'un chien[citation nécessaire].

## Autres versions

### Reprises
La chanson est reprise par de nombreux artistes d'univers parfois très différents,, parmi lesquels :
- 1978 : Electric Callas (groupe punk français originaire de Lyon), en live dans la compilation Le Rock d'ici à l'Olympia
- 1979 : Sid Vicious, sur l'album Sid Sings
- 1981 : Anti-Pasti, sur The Last Call
- 1983 : Sonic Youth (Freezer Burn/I Wanna Be Yr. Dog), sur leur premier album Confusion Is Sex
- 1988 : Joan Jett and the Blackhearts, sur Up Your Alley
- 1989 : Richard Hell and the Voidoids, dans l'album Funhunt - Live at CBGB's & Max's
- 1993 : les Dogs, sur Three Is a Crowd
- 1994 :
  - Mephisto Waltz (goth rock / death rock), sur The Eternal Deep
  - Meat Puppets, sur Radio Meat!
- 1997 : Swans, sur Children of God / World of Skin
- 1998 : Alejandro Escovedo, dans l'album More Miles than Money - Live 1994-96
- 1999 :
  - The Clint Boon Experience feat. Mark E. Smith, sur le single You Can't Keep a Good Man Down
  - Pere Ubu, sur l'album Apocalypse Now
- 2002 : Uncle Tupelo, dans la compilation 89/93 - An Anthology
- 2003 :
  - Émilie Simon, sur son premier album homonyme
  - Gossip w/ Chromatx (Wanna Be Yr Dog), sur l'album live Undead in NYC
  - Moby, sur 18 B-Sides + DVD
- 2005 :
  - Matmatah, version live sur Archie Kramer (2e édition)
  - le groupe de black metal Nachtmystium, sur Daze West, lors d'un split avec Krieg
- 2006 :
  - Chris Whitley & The Bastard Club, sur l'album posthume Reiter In
  - The Frankenstein Drag Queens from Planet 13, sur Little Box of Horrors
- 2008 : Sky "Sunlight" Saxon, sur The King of Garage Rock
- 2009 : Atari Teenage Riot, sur Unreleased Tracks '91-'94
- 2010 :
  - Cyanna (en), sur End Is Near
  - Pronobozo - 100ft High[réf. nécessaire]
- 2013 :
  - B.E.F. featuring Boy George, sur Dark - Music of Quality and Distinction Vol. 3
  - The Destructors, sur The Sublime, The Perverse, The Ridiculous
  - The Primitives, live at the Ica (1987), sur The Lazy Album Sessions
- 2015 : The Telescopes, dans un medley de 2 chansons des Stooges, Down the Stairs - I Wanna Be Your Dog, sorti en single
- 2020 : Doyle Bramhall II with Tedeschi Trucks Band, live sur Eric Clapton's Crossroads Guitar Festival 2019
- 2021 :
  - Skids, sur Songs from a Haunted Ballroom.
  - Modern Life is War, sur Tribulation Worksongs Vol. 3.

On compte également des versions par David Bowie (meilleur ami et protecteur d'Iggy Pop), les Sex Pistols, Zarach' Baal Taragh, les Red Hot Chili Peppers et The House of Love. Le collectif Le Bal des Enragés l'interprète à chacun de ses concerts.
En 1996, le groupe de thrash metal Slayer remplace les paroles par I'm Gonna Be Your God, sur l'album Undisputed Attitude.
En 2004, le groupe electro/pop thaïlandais Futon reprend la chanson sur son album Never mind the Botox
En 2007, le groupe R.E.M. interprète cette chanson avec Patti Smith et Eddie Vedder lors de leur nomination au Rock and Roll Hall of Fame (album Rock and Roll Hall of Fame Volume 9 - 2006-2007 en 2011).
En 2011, la chanson est reprise par le groupe Forgotten Tomb sur leur album Under Saturn Retrograde.

### Adaptations
En 1982, le groupe espagnol Parálisis Permanente adapte la chanson sous le titre Quiero ser tu perro, parue sur l'album El Acto. En 2001, Bob Hund, l'interprète en live et en suédois sous le titre Din hund, sorti en face B du single Dansa efter min pipa.
La chanson Elves de The Fall, sortie en 1984 sur The Wonderful and Frightening World of The Fall, est une adaptation du titre des Stooges, En 2001, la chanson Addicted to You d'Alec Empire, sur l'album Intelligence and Sacrifice, s'inspire fortement d'I Wanna Be Your Dog, tout comme No Pain, No Gain d'UNKLE and Keith Flint en 2003 et List of Demands de Saul Williams en 2004 sur son album homonyme.
René Binamé la reprend en 1991 en wallon sous le titre Dji vou ièsse ti tchin.
Plusieurs artistes utilisent le riff de guitare de Ron Asheton. C'est le cas pour Steve Turner, du groupe Mudhoney, dans le solo de guitare du morceau Halloween, une reprise de Sonic Youth. The Jesus and Mary Chain le jouent en 1992 dans le titre Reverence (radio mix), comme X-Ray Spex en 1995 dans l'intro de la chanson Dog in Sweden, sur l'album Conscious Consumer, et Ladytron en 2003, sur Blue Jeans, issu de l’album Light & Magic. En 2005, I Love New York de Madonna, sur l'album Confessions on a Dancefloor, utilise aussi le riff de I Wanna Be Your Dog.
Dan Auerbach le reprend en 2009, dans une version plus blues, dans son morceau Street Walkin', sur l'album Keep It Hid.

### Samples et remixs
Plusieurs artistes utilisent des samples de la chanson :
- 1988 : Pop Will Eat Itself, dans leur single Def Con One.
- 2003 : le groupe de rap Styles of Beyond, dans Be Your Dog, sur l'album Megadef.
- 2007 : le rappeur K-os, dans IntroSuckShun, sur Collected.

En 2003, sous le label Crydamoure (créé par Guy-Manuel de Homem-Christo du duo Daft Punk), la chanson est remixée par le duo Français Archigram sous le titre Doggystyle.

## Dans les médias
I Wanna Be Your Dog apparaît dans la bande originale de plusieurs fictions : les films Sid and Nancy (1986), où elle est chantée par l'acteur Gary Oldman, The Crow, la cité des anges (1996) (dans lequel Iggy Pop, le chanteur des Stooges, interprète le rôle de Curve, l'un des méchants), Arnaques, Crimes et Botanique (1998), Prey for Rock & Roll (2003), Friday Night Lights (2004), Narco (2004) , Les Rivières pourpres 2 (2004), Le Transporteur 3 (2008) et Cruella (2021).
En 2010, la chanson apparait dans le film inspiré du livre de Cherie Currie (Neon Angel, The Memoir of A Runaway) et dirigé par Floria Sigimondis, retraçant l'histoire du premier groupe de rock entièrement féminin, The Runaways. Avec Kristen Stewart dans le rôle de Joan Jett et Dakota Fanning dans le rôle de Cherie Currie.
Elle peut être entendue dans le 16e épisode de la 2e saison de la série télévisée américaine How I Met Your Mother (2007) et dans le 9e épisode de la 2e saison de la série télévisée anglaise Skins.
Elle se trouve dans les documentaires Not Bad for a Girl (1996) et Dogtown and Z-Boys (2001). 
Elle apparaît aussi dans les jeux vidéo Vietcong (2003), Tony Hawk Underground 2 et Grand Theft Auto IV (2008), lequel montre Iggy Pop en DJ.
En 2006, à la télévision française, la chanson est le thème d'un spot publicitaire pour SFR, dans lequel Iggy Pop apparaît en personne pour l'interpréter.